# روب ديفيز (لاعب تنس الطاولة)
روب ديفيز (بالإنجليزية: Rob Davies) هو لاعب تنس الطاولة بريطاني، ولد في 14 أغسطس 1984 في أبرغوانة ‏ في المملكة المتحدة.